# Kresy (Nawarzyce)
Kresy – kolonia wsi Nawarzyce w Polsce, położona w województwie świętokrzyskim, w powiecie jędrzejowskim, w gminie Wodzisław.
W latach 1975–1998 kolonia należała administracyjnie do województwa kieleckiego.